# Whoopee! (película)
Whoopee! es una comedia musical americana de 1930 dirigida por Thornton Freeland y protagonizada por Eddie Cantor, Ethel Shutta, Paul Gregory y Eleanor Hunt. Fue fotografiada en Technicolor bicolor. Su trama sigue de cerca el espectáculo de 1928 producido por Florenz Ziegfeld.

## Reparto
- Eddie Cantor como Henry Williams
- Ethel Shutta como Mary Custer
- Paul Gregory como Wanenis
- Eleanor Hunt como Sally Morgan

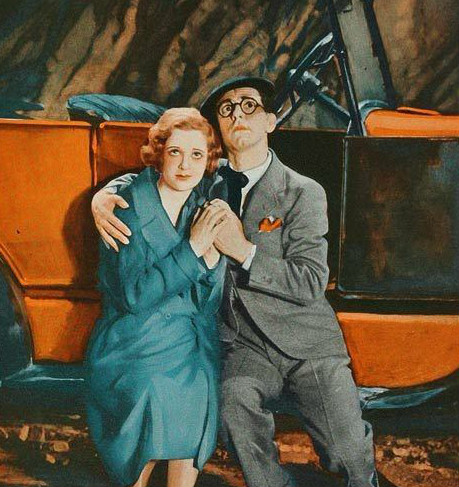
Escena de la película

- Jack Rutherford como Sheriff Bob Wells
- Walter Ley como Jud Morgan
- Spencer Charters como Jerome Underwood
- Albert Hackett como Chester Underwood
- Marian Marsh como Harriett Underwood

## Producción
La película fue producida por Florenz Ziegfeld y Samuel Goldwyn, y dirigida por Thornton Freeland. Whoopee hizo una estrella de cine de Eddie Cantor, ya una de las principales estrellas de las revistas y comedias musicales de Broadway, además de ser un popular artista de grabación en los Estados Unidos. George Olsen y su música, ya conocidos artistas de Victor, repitieron su trabajo desde la versión escénica. Otras estrellas de la película fueron Eleanor Hunt, Ethel Shutta (la esposa de George Olsen) y Paul Gregory. Las futuras estrellas Betty Grable, Paulette Goddard, Ann Sothern, Virginia Bruce, y Claire Dodd aparecieron sin acreditación como "Goldwyn Girls".
La película también lanzó la carrera en Hollywood de Busby Berkeley. Fue el primer trabajo de composición de Alfred Newman en Hollywood. Richard Day hizo los diseños de los escenarios y detrás de la cámara estaba Gregg Toland, que más tarde encontró la fama con Orson Welles.